# Apropos (Unix)
apropos é um comando dos sistemas operacionais unix-like que mostra informações sobre um assunto a partir de um banco de dados. Esse comando usa o mesmo banco do comando whatis.